# Хере
Хере (нем. Heere) — община в Германии, в земле Нижняя Саксония.
Входит в состав района Вольфенбюттель. Подчиняется управлению Баддеккенштедт. Население составляет 1168 человек (на 31 декабря 2010 года). Занимает площадь 15,28 км².
Коммуна подразделяется на 2 сельских округа.
| Год  | Население |
| ---- | --------- |
| 1990 | 1072      |
| 1995 | 1105      |
| 2000 | 1174      |
| 2005 | 1229      |
| 2010 | 1182      |